# ボニファス級フリゲート
ボニファス級フリゲート（スペイン語: Fragatas clase Bonifaz）は、スペイン海軍が建造中のフリゲートの艦級。

## 来歴
スペイン海軍は、1970年代末よりアメリカ海軍のオリバー・ハザード・ペリー級ミサイルフリゲートのライセンス生産計画に着手しており、これはサンタ・マリア級（F-80型）として1986年より6隻が順次に就役した。一方、その最終艦が就役した数年後には、既に海軍当局はその後継艦に関する初期検討に着手していた。当初は、当時計画が進められていたアルバロ・デ・バサン級（F-100型）をもとに大型化し、艦砲などを強化した発展型として構想されていた。
その後、軍事予算の削減に伴って計画が先送りされるとともに、防空艦ではなく汎用艦へと計画が変更され、2011年には、新たな要求に基づく試案の作成がナバンティア社などに対して命じられた。開発に際しては、ナバンティアのほか電子機器メーカーのインドラも参画して， 「PROTEC110」という臨時ジョイント・ベンチャーを編成する体制が構築された。2014年10月にはナパンティアの設計案が初公開され、2015年には3つの試案が策定された。2015年8月に開発契約を1億3,530万ユーロ（1億5,030万ドル）で受注し、これらの試案を元に詳細設計・検討が行われた。
これによって設計されたのが本級であり、2018年秋におおむね形態が確定し、2019年4月23日に建造契約が締結された。

## 設計
船体設計はF-100型のものをベースとしており、船体長・幅はほぼ同じで、排水量が80トン軽いのみとなっている。ただし2011年の要求改訂の際に統合型センサー・マストの採用が盛り込まれており、外見上の大きな特徴となっている。上部構造物の側壁は、F-100型では中間部に凹みを設けていたのに対し、本級では上記マストの直後から後方では、ほぼ同一レベルとなっている。上構後部の両舷側面には、小艇などの運用を考慮した多任務対応用区画に通じるハッチが2ヵ所設けられている。
機関は大きく改訂されており、本級では電気推進が導入されて、巡航時にはディーゼルエンジンを原動機とする発電機と電動機（3.4 MW）による電気推進、高速航行時にはこれにガスタービンエンジンを加えるCODLAG方式が採用された。ただし資料によっては、ディーゼルエンジンの一部を電気推進ではなく機械駆動推進にも使用するとして、CODELADOG（COmbined Diesel-Electric And Diesel Or Gas）とも称されており、この場合はイタリア海軍のパオロ・タオン・ディ・レヴェル級（PPA）との類似性も指摘されている。

## 装備

### C4ISR
本級は、F-100型と同じく戦闘システムとしてイージスシステムを搭載するが、その中核となる戦術情報処理装置は、ナバンティアが本型用に改正・開発したSCOMBA（Sistema de COMbate de los Buques de la Armada）となる。主センサーとなる多機能レーダーにはAN/SPY-7(V)2が採用され、そのアクティブ・フェーズドアレイ・アンテナは統合型センサー・マストの上部4面に固定配置される。
またこれに加えて、対水上捜索およびヘリコプターの発着管制のためにインドラ製のXバンド・レーダーであるプリズマ25Xも搭載されることになっているが、これもAESAアンテナを採用しており、SPY-7の上にやはり4面のアンテナを固定配置する。
ソナーとしては、UMS-4110をバウ・ドームに収容して搭載するほか、可変深度・曳航式のCAPTAS-4（UMS-4249）も搭載される。

### 武器システム
VLSはF-100型と同じMk.41だが、セル数は3分の1の16セルとなった。汎用艦として位置づけられることから、ここに収容するミサイルはESSMが主体となるが、SM-2ブロックIIIBの運用能力も維持されており、12セルにESSMを48発搭載して、残り4セルをSM-2に配分するものと推測されている。なお、個艦防空ミサイルとしてMBDA製のCAMMを搭載することも検討されていたが、実現しなかった。
艦砲として127mm単装砲1基を搭載する点ではF-100型と同様だが、本級ではより長射程の64口径127mm単装砲（ブルカノ型）に変更された。また近距離での対舟艇用として、遠隔操作式の30mm機銃2門と12.7mm機銃4挺も装備される。
対潜兵器としては、従来のスペイン艦と同様、324mm連装魚雷発射管（Mk.32 mod.9）2基が搭載される。

## 同型艦一覧
| #     | 艦名                                            | 造船所                      | 起工           | 進水 | 就役       |
| ----- | ----------------------------------------------- | --------------------------- | -------------- | ---- | ---------- |
| F-111 | ボニファス SPS Bonifaz                          | ナバンティア フェロル造船所 | 2023年 8月9日  |      | 2025年予定 |
| F-112 | ロヘル・デ・ラウリア SPS Roger de Lauria        | ナバンティア フェロル造船所 | 2025年 4月25日 |      | 2026年予定 |
| F-113 | メネンデス・デ・アビレス SPS Menéndez de Avilés | ナバンティア フェロル造船所 |                |      | 2027年予定 |
| F-114 | ルイス・デ・コルドバ SPS Luis de Córdova        | ナバンティア フェロル造船所 |                |      | 2028年予定 |
| F-115 | バルセロ SPS Barceló                            | ナバンティア フェロル造船所 |                |      | 2029年予定 |